# Luigi Pettinati
Luigi Pettinati (Cavatore, 7 giugno 1864 – Caporetto, 19 giugno 1915) è stato un militare italiano, che con il grado di tenente colonnello degli alpini combatté durante la prima guerra mondiale, dove fu decorato con Medaglia d'oro al valor militare alla memoria per il coraggio dimostrato durante la conquista del Monte Nero.

## Biografia
Nacque il 7 giugno 1864 a Cavatore, provincia di Alessandria, figlio di Domenico e di Teresa Calcagno. Dal dicembre 1881 iniziò a frequentare l'Regia Accademia Militare di Modena da cui uscì con il grado di sottotenente il 28 luglio 1883, entrando in servizio nel 44º Reggimento fanteria della Brigata "Forlì". Diviene tenente nel 1886, e l'anno dopo è assegnato alla specialità alpini, entrando in servizio nel 2º Reggimento. Nel giugno 1887 viene promosso capitano e trasferito al 1º Reggimento, per passare poi al 3°. Promosso maggiore il 1 ottobre 1910, diviene tenente colonnello il 1º luglio 1914.
All'entrata in guerra dell'Italia, il 24 maggio 1915, è comandante del Battaglione alpini "Pinerolo" in forza al 3º Reggimento, con cui varca la frontiera arrivando a conquistare il paese di Caporetto. Pochi giorno dopo assume il comando del Gruppo Alpini "B", che con il Gruppo Alpini "A" costituisce il IV Corpo d'armata operante in seno alla 2ª Armata del generale Luigi Nava. I due Gruppi ricevettero il compito di conquistare il massiccio del Monte Nero. Nella notte del 31 maggio, al comando dei battaglioni  "Susa" e "Val Pellice" assaltò il costone Vrata-Vrsic occupandolo rapidamente, ed attestandosi a difesa. Nei giorni successivi occupò quota 2012, sulla cresta tra il Vrata e Monte Nero, e la quota 2076, sul versante orientale del Vrata, aprendo così le vie verso la conquista dello stesso Monte Nero. Poco prima dell'attacco finale, il mattino del 9 giugno, andò ad ispezionare il battaglione "Pinerolo" di ritorno dal Monte Mrzli dove era stato impegnato in duri combattimenti. Mentre scendeva il sentiero che dalla cresta si snoda verso la valle, fu improvvisamente colpito dalla pallottola sparata da un cecchino nemico appostato oltre le linee.
Gravemente ferito all’addome si spense il 19 giugno presso l'ospedale militare di Caporetto. Gli fu concessa la Medaglia d'oro al valor militare alla memoria,  e il suo corpo è sepolto nel cimitero di Cavatore, vicino all'amata moglie.

### Annotazioni
1. ↑  Sostituì il colonnello Ernesto Alliana, e ricoprì tale incarico dal 27 maggio al 10 giugno 1915.
2. ↑  Tale Gruppo era affidato al comando del colonnello Tedeschi.
3. ↑  Al comando del generale Donato Etna.
4. ↑  Lasciava tre figli, Romualdo, Maria Teresa e Amedeo. L'amata moglie Anna Maria si era spenta nel 1914 per una febbre tifoidea.

### Fonti
1. 1 2 3 4 5  Bianchi, Cattaneo 2011, p. 93.
2. 1 2 3 4  Combattenti Liberazione.
3. 1 2 3 4  L'Ancora n.15, 23 aprile 2006, p. 3.
4. 1 2 3 4 5 6 7  Bianchi, Cattaneo 2011, p. 94.
5. ↑  Bollettino Ufficiale 1915, disp.69ª, pag.2277.

### Periodici
- Medaglie d'oro alpine, in L'Ancora, n. 15, Aqui Terme, Editrice L'Ancora soc. coop. a.r.l., 23,  p. 3.